# Copa de Brasil 2018
La Copa de Brasil 2018 (oficialmente Copa Continental Pneus do Brasil 2018 por razones de patrocinio) fue la 30ª edición de la Copa de Brasil. Se llevó a cabo entre el 30 de enero y el 17 de octubre de 2018. La competencia fue disputada por 91 equipos, clasificados a través de la participación de sus respectivos campeonatos estatales (70 clubes), por el ranking CBF 2018 (10), por la Copa do Nordeste 2017 (1), por la Copa Verde 2017 (1), por la Série B 2017 (1) y por los clasificados para la Copa Libertadores 2018 (8).
Cruzeiro de Belo Horizonte consiguió su sexto título y un cupo para la fase de grupos de la Copa Libertadores 2019 tras vencer en la final al Corinthians.

## Formato
La competencia será un torneo eliminatorio de eliminación única, las dos primeras etapas con un solo partido y las otras etapas con juegos de ida y vuelta. Once equipos clasificaron directamente para octavos de final (equipos clasificados para Copa Libertadores 2018 (8 clubes), campeones de Série B, el campeón de la Copa Verde y el vencedor de la Copa do Nordeste). Los 80 equipos restantes jugarán la primera etapa. Los 40 ganadores jugarán la segunda etapa, los 20 ganadores jugarán la tercera etapa, los 10 ganadores jugarán la cuarta etapa. Finalmente, los cinco ganadores de la cuarta etapa calificarán para la Ronda de los 16.
En esta temporada, la regla de los goles fuera no se usará en ninguna etapa.

## Equipos participantes
| Estado                                    | Club                     | Método de clasificación                                        |
| ----------------------------------------- | ------------------------ | -------------------------------------------------------------- |
| Acre 2 cupos                              | Atlético Acreano         | Campeonato Acreano, campeón 2017                               |
| Acre 2 cupos                              | Rio Branco               | Campeonato Acreano, subcampeón 2017                            |
| Alagoas 3 cupos                           | CRB                      | Campeonato Alagoano, campeón 2017                              |
| Alagoas 3 cupos                           | CSA                      | Campeonato Alagoano, subcampeón 2017                           |
| Alagoas 3 cupos                           | ASA Arapiraqua           | Campeonato Alagoano, tercer puesto 2017                        |
| Amapá 1 cupo                              | Santos                   | Campeonato Amapaense, campeón 2017                             |
| Amazonas 2 cupos                          | Manaus                   | Campeonato Amazonense, campeón 2017                            |
| Amazonas 2 cupos                          | Nacional                 | Campeonato Amazonense, subcampeón 2017                         |
| Bahía 3 cupos + 1 adicional               | Bahia                    | Copa do Nordeste 2017, campeón 2017                            |
| Bahía 3 cupos + 1 adicional               | Vitória                  | Campeonato Baiano, campeón 2017                                |
| Bahía 3 cupos + 1 adicional               | Fluminense de Feira      | Campeonato Baiano, tercer lugar 2017                           |
| Bahía 3 cupos + 1 adicional               | Vitória da Conquista     | Campeonato Baiano, cuarto lugar 2017                           |
| Ceará 3 cupos                             | Ceará                    | Campeonato Cearense, campeón 2017                              |
| Ceará 3 cupos                             | Ferroviário              | Campeonato Cearense, subcampeón 2017                           |
| Ceará 3 cupos                             | Floresta                 | Copa Fares Lopes, campeón 2017                                 |
| Espírito Santo 1 cupo                     | Atlético Itapemirim      | Campeonato Capixaba, campeón 2017                              |
| Distrito Federal 2 cupos                  | Brasiliense              | Campeonato Brasiliense, campeón 2017                           |
| Distrito Federal 2 cupos                  | Ceilândia                | Campeonato Brasiliense, subcampeón 2017                        |
| Goiás 3 cupos + 1 adicional               | Goiás                    | Campeonato Goiano, campeón 2017                                |
| Goiás 3 cupos + 1 adicional               | Vila Nova                | Campeonato Goiano, subcampeón 2017                             |
| Goiás 3 cupos + 1 adicional               | Aparecidense             | Campeonato Goiano, tercer lugar 2017                           |
| Goiás 3 cupos + 1 adicional               | Atlético Goianiense      | Clasificado por ranking CBF 2017, no clasificado anteriormente |
| Maranhão 2 cupos                          | Sampaio Corrêa           | Campeonato Maranhense, campeón 2017                            |
| Maranhão 2 cupos                          | Cordino                  | Campeonato Maranhense, subcampeón 2017                         |
| Mato Grosso 3 cupos + 1 adicional         | Luverdense               | Copa Verde 2017, campeón                                       |
| Mato Grosso 3 cupos + 1 adicional         | Cuiabá                   | Campeonato Matogrossense, campeón 2017                         |
| Mato Grosso 3 cupos + 1 adicional         | Sinop                    | Campeonato Matogrossense, subcampeón 2017                      |
| Mato Grosso 3 cupos + 1 adicional         | Uniao Rondonopolis       | Copa FMF, tercer lugar 2017                                    |
| Mato Grosso do Sul 2 cupos                | Corumbaense              | Campeonato Sul-Matogrossense, campeón 2017                     |
| Mato Grosso do Sul 2 cupos                | Novoperário              | Campeonato Sul-Matogrossense, subcampeón 2017                  |
| Minas Gerais 4 cupos + 3 adicionales      | Cruzeiro                 | Copa de Brasil 2017 campeón                                    |
| Minas Gerais 4 cupos + 3 adicionales      | América Mineiro          | Campeonato Brasileño de Fútbol Serie B 2017, campeón           |
| Minas Gerais 4 cupos + 3 adicionales      | Atlético Mineiro         | Campeonato Mineiro, campeón 2017                               |
| Minas Gerais 4 cupos + 3 adicionales      | URT                      | Campeonato Mineiro, cuarto lugar 2017                          |
| Minas Gerais 4 cupos + 3 adicionales      | Caldense                 | Campeonato Mineiro, quinto lugar 2017                          |
| Minas Gerais 4 cupos + 3 adicionales      | Uberlândia               | Campeonato Mineiro, sexto lugar 2017                           |
| Minas Gerais 4 cupos + 3 adicionales      | Boa Esporte              | Clasificado por ranking CBF 2017, no clasificado anteriormente |
| Pará 3 cupos                              | Paysandu                 | Campeonato Paraense, campeón 2017                              |
| Pará 3 cupos                              | Remo                     | Campeonato Paraense, subcampeón 2017                           |
| Pará 3 cupos                              | Independente             | Campeonato Paraense, tercer lugar 2017                         |
| Paraíba 2 cupos                           | Botafogo                 | Campeonato Paraibano, campeón 2017                             |
| Paraíba 2 cupos                           | Treze                    | Campeonato Paraibano, subcampeón 2017                          |
| Paraná 3 cupos + 2 adicionales            | Coritiba                 | Campeonato Paranaense, campeón 2017                            |
| Paraná 3 cupos + 2 adicionales            | Atlético Paranaense      | Campeonato Paranaense, subcampeón 2017                         |
| Paraná 3 cupos + 2 adicionales            | Cianorte                 | Campeonato Paranaense, tercer lugar 2017                       |
| Paraná 3 cupos + 2 adicionales            | Londrina                 | Clasificado por ranking CBF 2017, no clasificado anteriormente |
| Paraná 3 cupos + 2 adicionales            | Paraná Clube             | Clasificado por ranking CBF 2017, no clasificado anteriormente |
| Pernambuco 3 cupos + 1 adicional          | Sport Recife             | Campeonato Pernambucano, campeón 2017                          |
| Pernambuco 3 cupos + 1 adicional          | Salgueiro                | Campeonato Pernambucano, subcampeón 2017                       |
| Pernambuco 3 cupos + 1 adicional          | Santa Cruz               | Campeonato Pernambucano, tercer lugar 2017                     |
| Pernambuco 3 cupos + 1 adicional          | Náutico                  | Clasificado por ranking CBF 2017, no clasificado anteriormente |
| Piauí 2 cupos                             | Altos                    | Campeonato Piauiense, campeón 2017                             |
| Piauí 2 cupos                             | Parnahyba                | Campeonato Piauiense, subcampeón 2017                          |
| Río de Janeiro 5 cupos + 2 adicionales    | Flamengo                 | Campeonato Brasileño de Fútbol 2017, sexto lugar               |
| Río de Janeiro 5 cupos + 2 adicionales    | Vasco da Gama            | Campeonato Brasileño de Fútbol 2017, séptimo lugar             |
| Río de Janeiro 5 cupos + 2 adicionales    | Fluminense               | Campeonato Carioca, subcampeón 2017                            |
| Río de Janeiro 5 cupos + 2 adicionales    | Botafogo                 | Campeonato Carioca, cuarto lugar 2017                          |
| Río de Janeiro 5 cupos + 2 adicionales    | Nova Iguaçu              | Campeonato Carioca, quinto lugar 2017                          |
| Río de Janeiro 5 cupos + 2 adicionales    | Madureira                | Campeonato Carioca, sexto lugar 2017                           |
| Río de Janeiro 5 cupos + 2 adicionales    | Boavista                 | Copa Rio, campeón 2017                                         |
| Río Grande do Norte 3 cupos               | ABC                      | Campeonato Potiguar, campeón 2017                              |
| Río Grande do Norte 3 cupos               | Globo                    | Campeonato Potiguar, subcampeón 2017                           |
| Río Grande do Norte 3 cupos               | América de Natal         | Campeonato Potiguar, tercer lugar 2017                         |
| Río Grande do Sul 4 cupos + 2 adicionales | Grêmio                   | Copa Libertadores 2017, campeón                                |
| Río Grande do Sul 4 cupos + 2 adicionales | Novo Hamburgo            | Campeonato Gaúcho, campeón 2017                                |
| Río Grande do Sul 4 cupos + 2 adicionales | Internacional            | Campeonato Gaúcho, subcampeón 2017                             |
| Río Grande do Sul 4 cupos + 2 adicionales | Caxias                   | Campeonato Gaúcho, tercer lugar 2017                           |
| Río Grande do Sul 4 cupos + 2 adicionales | Aimoré                   | Copa FGF, subcampeón 2017                                      |
| Río Grande do Sul 4 cupos + 2 adicionales | Juventude                | Clasificado por ranking CBF 2017, no clasificado anteriormente |
| Rondônia 1 cupo                           | Real Ariquemes           | Campeonato Rondoniense, campeón 2017                           |
| Roraima 1 cupo                            | São Raimundo             | Campeonato Roraimense, campeón 2017                            |
| Santa Catarina 4 cupos + 3 adicionales    | Chapecoense              | Campeonato Brasileño de Fútbol 2017, octavo lugar              |
| Santa Catarina 4 cupos + 3 adicionales    | Avaí                     | Campeonato Catarinense, subcampeón 2017                        |
| Santa Catarina 4 cupos + 3 adicionales    | Criciúma                 | Campeonato Catarinense, tercer lugar 2017                      |
| Santa Catarina 4 cupos + 3 adicionales    | Brusque                  | Campeonato Catarinense, cuarto lugar 2017                      |
| Santa Catarina 4 cupos + 3 adicionales    | Atlético Tubarão         | Copa Santa Catarina, campeón 2017                              |
| Santa Catarina 4 cupos + 3 adicionales    | Figueirense              | Clasificado por ranking CBF 2017, no clasificado anteriormente |
| Santa Catarina 4 cupos + 3 adicionales    | Joinville                | Clasificado por ranking CBF 2017, no clasificado anteriormente |
| São Paulo 5 cupos + 5 adicionales         | Corinthians              | Campeonato Brasileño de Fútbol 2017, campeón                   |
| São Paulo 5 cupos + 5 adicionales         | Palmeiras                | Campeonato Brasileño de Fútbol 2017, subcampeón                |
| São Paulo 5 cupos + 5 adicionales         | Santos                   | Campeonato Brasileño de Fútbol 2017, tercer lugar              |
| São Paulo 5 cupos + 5 adicionales         | Ponte Preta              | Campeonato Paulista 2017, subcampeón                           |
| São Paulo 5 cupos + 5 adicionales         | São Paulo                | Campeonato Paulista 2017, cuarto lugar                         |
| São Paulo 5 cupos + 5 adicionales         | Ituano                   | Campeonato Paulista do Interior, campeón 2017                  |
| São Paulo 5 cupos + 5 adicionales         | São Caetano              | Campeonato Paulista Série A2, campeón 2017                     |
| São Paulo 5 cupos + 5 adicionales         | Internacional de Limeira | Copa Paulista, subcampeón 2017                                 |
| São Paulo 5 cupos + 5 adicionales         | Bragantino               | Clasificado por ranking CBF 2017, no clasificado anteriormente |
| São Paulo 5 cupos + 5 adicionales         | Oeste                    | Clasificado por ranking CBF 2017, no clasificado anteriormente |
| Sergipe 2 cupos                           | Confiança                | Campeonato Sergipano, campeón 2017                             |
| Sergipe 2 cupos                           | Itabaiana                | Campeonato Sergipano, subcampeón 2017                          |
| Tocantins 1 cupo                          | Interporto               | Campeonato Tocantinense, campeón 2017                          |

### Clasificados porrankingCBF
Equipos clasificados por el ranking de la CBF.
| Pos. | Equipo              | Estado             |
| ---- | ------------------- | ------------------ |
| 19.º | Figueirense         | Santa Catarina     |
| 20.º | Atlético Goianiense | Goiás              |
| 28.º | Paraná Clube        | Paraná             |
| 30.º | Joinville           | Santa Catarina     |
| 32.º | Náutico             | Pernambuco         |
| 33.º | Juventude           | Río Grande del Sur |
| 35.º | Bragantino          | São Paulo          |
| 37.º | Oeste               | São Paulo          |
| 38.º | Boa Esporte         | Minas Gerais       |
| 40.º | Londrina            | Paraná             |

### Clubes clasificados directamente a octavos de final
| Equipo          | Forma de clasificación                         |
| --------------- | ---------------------------------------------- |
| Grêmio          | Campeón Copa Libertadores 2017                 |
| Cruzeiro        | Campeón Copa de Brasil 2017                    |
| Corinthians     | Campeón Campeonato Brasileño de Fútbol 2017    |
| Palmeiras       | Subcampeón Campeonato Brasileño de Fútbol 2017 |
| Santos          | 3.º puesto Campeonato Brasileño de Fútbol 2017 |
| Flamengo        | 6.º puesto Campeonato Brasileño de Fútbol 2017 |
| Vasco da Gama   | 7.º puesto Campeonato Brasileño de Fútbol 2017 |
| Chapecoense     | 8.º puesto Campeonato Brasileño de Fútbol 2017 |
| América Mineiro | Campeón Série B 2017                           |
| Bahia           | Campeón Copa do Nordeste 2017                  |
| Luverdense      | Campeón Copa Verde 2017                        |

## Programa
El programa de fechas de la competencia es el siguiente.
| Fase             | Partidos ida                                                        | Partidos vuelta                                                     |
| ---------------- | ------------------------------------------------------------------- | ------------------------------------------------------------------- |
| Primera Ronda    | - Semana 1: 31 de enero de 2018 - Semana 2: 7 de febrero de 2018    | - Semana 1: 31 de enero de 2018 - Semana 2: 7 de febrero de 2018    |
| Segunda Ronda    | - Semana 1: 14 de febrero de 2018 - Semana 2: 21 de febrero de 2018 | - Semana 1: 14 de febrero de 2018 - Semana 2: 21 de febrero de 2018 |
| Tercera Ronda    | 28 de febrero de 2018                                               | 14 de marzo de 2018                                                 |
| Cuarta Ronda     | 4 y 11 de abril de 2018                                             | 11 y 18 de abril de 2018                                            |
| Octavos de final | 25 abril, 2, 9 y 16 de mayo de 2018                                 | 2, 9, 16 y 23 de mayo de 2018                                       |
| Cuartos de final | 1 y 8 de agosto de 2018                                             | 15 y 29 de agosto de 2018                                           |
| Semifinales      | 12 de septiembre de 2018                                            | 26 de septiembre de 2018                                            |
| Final            | 10 de octubre de 2018                                               | 17 de octubre de 2018                                               |

## Fase inicial

### Primera Ronda
- 80 equipos disputan la primera fase en partido único. Los equipos con mejor ranking CBF serán visitantes y tendrán ventaja en caso de empate.
- Partidos el 31 de enero y el 7 de febrero. Estadísticas CBF
- Equipos listados en la primera columna poseen la localía. En negrita los clubes clasificados.
| Equipo local             | Resultado | Equipo visitante    |
| ------------------------ | --------- | ------------------- |
| Caxias                   | 0 - 0     | Atlético Paranaense |
| Atlético Tubarão         | 2 - 0     | América de Natal    |
| Brusque                  | 0 - 1     | Ceará               |
| Real Ariquemes           | 0 - 1     | Londrina            |
| Boavista                 | 1 - 1     | Internacional       |
| Atlético Itapemirim      | 0 - 2     | Remo                |
| São Caetano              | 1 - 1     | Criciúma            |
| Cianorte                 | 2 - 0     | ABC Natal           |
| Caldense                 | 0 - 1     | Fluminense          |
| Novoperário              | 2 - 3     | Salgueiro           |
| Ceilândia                | 2 - 3     | Avaí                |
| Interporto               | 0 - 0     | Juventude           |
| Parnahyba                | 1 - 1     | Coritiba            |
| Uberlândia               | 2 - 0     | Ituano              |
| Sinop                    | 0 - 1     | Goiás               |
| Vitória da Conquista     | 0 - 0     | Boa Esporte         |
| Nacional                 | 0 - 0     | Ponte Preta         |
| Internacional de Limeira | 1 - 0     | Rio Branco          |
| URT                      | 1 - 1     | Paraná Clube        |
| Independente             | 0 - 1     | Sampaio Corrêa      |
| Madureira                | 0 - 1     | São Paulo           |
| Manaus                   | 2 -2      | CSA                 |
| Novo Hamburgo            | 2 - 1     | Paysandu            |
| Uniao Rondonopolis       | 1 - 3     | CRB                 |
| Globo                    | 0 - 2     | Vitória             |
| Corumbaense              | 1 - 0     | ASA Arapiraqa       |
| Altos                    | 2 - 0     | Atlético Goianiense |
| Nova Iguaçu              | 1 - 1     | Bragantino          |
| Atlético Acreano         | 1 - 1     | Atlético Mineiro    |
| Floresta                 | 0 - 2     | Botafogo            |
| Treze                    | 0 - 2     | Figueirense         |
| Brasiliense              | 1 - 1     | Oeste               |
| Santos-AP                | 1 - 2     | Sport Recife        |
| Ferroviário              | 2 - 1     | Confiança           |
| Itabaiana                | 0 - 1     | Joinville           |
| São Raimundo             | 0 - 1     | Vila Nova           |
| Aparecidense             | 2 - 1     | Botafogo            |
| Aimoré                   | 1 - 2     | Cuiabá              |
| Fluminense de Feira      | 2 - 0     | Santa Cruz          |
| Cordino                  | 1 - 1     | Náutico             |

### Segunda Ronda
- Participan en esta fase los 40 equipos vencedores en la etapa anterior, en partido único.
- Partidos el 14 y 21 de febrero.
- Equipos listados en la primera columna poseen la localía. En negrita los clubes clasificados.
| Equipo local        | Resultado        | Equipo visitante         |
| ------------------- | ---------------- | ------------------------ |
| Atlético Paranaense | 5 - 4            | Atlético Tubarão         |
| Londrina            | 1 - 2            | Ceará                    |
| Remo                | 1 - 2            | Internacional            |
| Criciúma            | 1 - 1 (4-5 pen.) | Cianorte                 |
| Fluminense          | 5 - 0            | Salgueiro                |
| Juventude           | 0 - 2            | Avaí                     |
| Uberlândia          | 0 - 2            | Coritiba                 |
| Goiás               | 0 - 0 (6-5 pen.) | Boa Esporte              |
| Ponte Preta         | 1 - 0            | Internacional de Limeira |
| Sampaio Corrêa      | 1 - 0            | Paraná Clube             |
| CSA                 | 0 - 2            | São Paulo                |
| Novo Hamburgo       | 1 - 1 (3-4 pen.) | CRB                      |
| Vitória             | 3 - 0            | Corumbaense              |
| Bragantino          | 1 - 0            | Altos                    |
| Botafogo-PB         | 0 - 4            | Atlético Mineiro         |
| Figueirense         | 2 - 1            | Oeste                    |
| Sport Recife        | 3 - 3 (3-4 pen.) | Ferroviário              |
| Vila Nova           | 2 - 2 (4-2 pen.) | Joinville                |
| Cuiabá              | 3 - 1            | Aparecidense             |
| Fluminense de Feira | 0 - 1            | Náutico                  |

### Tercera Ronda
- Participan en esta fase los 20 equipos vencedores en la etapa anterior, en partidos eliminatorios de ida y vuelta.
- Partidos el 28 de febrero y 14 de marzo.
- Equipos listados en la primera columna poseen la localía en el partido de ida. En negrita los clubes clasificados.
| Equipo local ida    | Global           | Equipo visitante ida | Ida   | Vuelta |
| ------------------- | ---------------- | -------------------- | ----- | ------ |
| Atlético Paranaense | 1 - 1 (6-5 pen.) | Ceará                | 0 - 0 | 1 - 1  |
| Internacional       | 4 - 0            | Cianorte             | 2 - 0 | 2 - 0  |
| Fluminense          | 1 - 3            | Avaí                 | 1 - 2 | 0 - 1  |
| Goiás               | 2 - 1            | Coritiba             | 1 - 0 | 1 - 1  |
| Ponte Preta         | 0 - 0 (5-3 pen.) | Sampaio Corrêa       | 0 - 0 | 0 - 0  |
| São Paulo           | 5 - 0            | CRB                  | 2 - 0 | 3 - 0  |
| Bragantino          | 1 - 3            | Vitória              | 1 - 0 | 0 - 3  |
| Figueirense         | 2 - 2 (2-4 pen.) | Atlético Mineiro     | 0 - 1 | 2 - 1  |
| Ferroviário         | 2 - 1            | Vila Nova            | 1 - 1 | 1 - 0  |
| Náutico             | 3 - 1            | Cuiabá               | 2 - 1 | 1 - 0  |

### Cuarta Ronda
- Participan en esta fase los 10 equipos vencedores en la etapa anterior, en partidos eliminatorios de ida y vuelta.
- Partidos del 4 al 18 de abril.
- Equipos listados en la primera columna poseen la localía en el partido de ida. En negrita los clubes clasificados.
| Equipo local ida    | Global           | Equipo visitante ida | Ida   | Vuelta |
| ------------------- | ---------------- | -------------------- | ----- | ------ |
| Ponte Preta         | 3 - 1            | Náutico              | 3 - 0 | 0 - 1  |
| Atlético Paranaense | 3 - 2            | São Paulo            | 2 - 1 | 2 - 2  |
| Avaí                | 2 - 4            | Goiás                | 2 - 2 | 0 - 2  |
| Internacional       | 2 - 2 (3-4 pen.) | Vitória              | 2 - 1 | 0 - 1  |
| Atlético Mineiro    | 6 - 2            | Ferroviário          | 4 - 0 | 2 - 2  |

## Fase final
Los octavos de final se jugarán con 16 equipos, los 5 ganadores de la etapa anterior y otros 11 equipos preclasificados: Bahia, Luverdense, Cruzeiro, América Mineiro, Flamengo, Vasco da Gama, Grêmio, Chapecoense, Corinthians, Palmeiras y Santos. Se realizarán partidos eliminatorias de ida y vuelta. En caso de empate en el global, el clasificado será definido en la tanda de penaltis. Los enfrentamientos de esta fase serán definidos por sorteo.

## Cuadro de desarrollo
|  | Octavos de final          | Octavos de final          | Octavos de final          |             |   | Cuartos de final            | Cuartos de final            | Cuartos de final            |  |  | Semifinales           | Semifinales           | Semifinales           |  |  | Final              | Final              | Final              |
|  | 25 de abril al 23 de mayo | 25 de abril al 23 de mayo | 25 de abril al 23 de mayo |             |   | 1 de agosto al 29 de agosto | 1 de agosto al 29 de agosto | 1 de agosto al 29 de agosto |  |  | 12 y 26 de septiembre | 12 y 26 de septiembre | 12 y 26 de septiembre |  |  | 10 y 17 de octubre | 10 y 17 de octubre | 10 y 17 de octubre |
|  |                           |                           |                           |             |   |                             |                             |                             |  |  |                       |                       |                       |  |  |                    |                    |                    |
|  |                           |                           |                           |             |   |                             |                             |                             |  |  |                       |                       |                       |  |  |                    |                    |                    |
|  |                           |                           |                           |             |   |                             |                             |                             |  |  |                       |                       |                       |  |  |                    |                    |                    |
|  | Vitória                   | 0                         | 1                         |             |   |                             |                             |                             |  |  |                       |                       |                       |  |  |                    |                    |                    |
|  | Vitória                   | 0                         | 1                         |             |   |                             |                             |                             |  |  |                       |                       |                       |  |  |                    |                    |                    |
|  | Corinthians               | 0                         | 3                         |             |   |                             |                             |                             |  |  |                       |                       |                       |  |  |                    |                    |                    |
|  | Corinthians               | 0                         | 3                         | Corinthians | 1 | 1                           |                             |                             |  |  |                       |                       |                       |  |  |                    |                    |                    |
|  |                           |                           |                           |             | 1 | 1                           |                             |                             |  |  |                       |                       |                       |  |  |                    |                    |                    |
|  |                           | Chapecoense               | 0                         | 0           |   |                             |                             |                             |  |  |                       |                       |                       |  |  |                    |                    |                    |
|  | Atlético Mineiro          | Chapecoense               | 0                         | 0           | 0 | 0 (3)                       |                             |                             |  |  |                       |                       |                       |  |  |                    |                    |                    |
|  | Atlético Mineiro          |                           |                           |             | 0 | 0 (3)                       |                             |                             |  |  |                       |                       |                       |  |  |                    |                    |                    |
|  | Chapecoense (p.)          | 0                         | 0 (4)                     |             |   |                             |                             |                             |  |  |                       |                       |                       |  |  |                    |                    |                    |
|  | Chapecoense (p.)          | 0                         | 0 (4)                     | Flamengo    | 0 | 1                           |                             |                             |  |  |                       |                       |                       |  |  |                    |                    |                    |
|  |                           |                           |                           |             | 0 | 1                           |                             |                             |  |  |                       |                       |                       |  |  |                    |                    |                    |
|  |                           | Corinthians               | 0                         | 2           |   |                             |                             |                             |  |  |                       |                       |                       |  |  |                    |                    |                    |
|  | Goiás                     | Corinthians               | 0                         | 2           | 0 | 1                           |                             |                             |  |  |                       |                       |                       |  |  |                    |                    |                    |
|  | Goiás                     |                           |                           |             | 0 | 1                           |                             |                             |  |  |                       |                       |                       |  |  |                    |                    |                    |
|  | Grêmio                    | 2                         | 3                         |             |   |                             |                             |                             |  |  |                       |                       |                       |  |  |                    |                    |                    |
|  | Grêmio                    | 2                         | 3                         | Grêmio      | 1 | 0                           |                             |                             |  |  |                       |                       |                       |  |  |                    |                    |                    |
|  |                           |                           |                           |             | 1 | 0                           |                             |                             |  |  |                       |                       |                       |  |  |                    |                    |                    |
|  |                           | Flamengo                  | 1                         | 1           |   |                             |                             |                             |  |  |                       |                       |                       |  |  |                    |                    |                    |
|  | Ponte Preta               | Flamengo                  | 1                         | 1           | 0 | 0                           |                             |                             |  |  |                       |                       |                       |  |  |                    |                    |                    |
|  | Ponte Preta               |                           |                           |             | 0 | 0                           |                             |                             |  |  |                       |                       |                       |  |  |                    |                    |                    |
|  | Flamengo                  | 1                         | 0                         |             |   |                             |                             |                             |  |  |                       |                       |                       |  |  |                    |                    |                    |
|  | Flamengo                  | 1                         | 0                         | Cruzeiro    | 1 | 2                           |                             |                             |  |  |                       |                       |                       |  |  |                    |                    |                    |
|  |                           |                           |                           |             | 1 | 2                           |                             |                             |  |  |                       |                       |                       |  |  |                    |                    |                    |
|  |                           | Corinthians               | 0                         | 1           |   |                             |                             |                             |  |  |                       |                       |                       |  |  |                    |                    |                    |
|  | Bahia                     | Corinthians               | 0                         | 1           | 3 | 0                           |                             |                             |  |  |                       |                       |                       |  |  |                    |                    |                    |
|  | Bahia                     |                           |                           |             | 3 | 0                           |                             |                             |  |  |                       |                       |                       |  |  |                    |                    |                    |
|  | Vasco da Gama             | 0                         | 2                         |             |   |                             |                             |                             |  |  |                       |                       |                       |  |  |                    |                    |                    |
|  | Vasco da Gama             | 0                         | 2                         | Bahia       | 0 | 0                           |                             |                             |  |  |                       |                       |                       |  |  |                    |                    |                    |
|  |                           |                           |                           |             | 0 | 0                           |                             |                             |  |  |                       |                       |                       |  |  |                    |                    |                    |
|  |                           | Palmeiras                 | 0                         | 1           |   |                             |                             |                             |  |  |                       |                       |                       |  |  |                    |                    |                    |
|  | América Mineiro           | Palmeiras                 | 0                         | 1           | 1 | 1                           |                             |                             |  |  |                       |                       |                       |  |  |                    |                    |                    |
|  | América Mineiro           |                           |                           |             | 1 | 1                           |                             |                             |  |  |                       |                       |                       |  |  |                    |                    |                    |
|  | Palmeiras                 | 2                         | 1                         |             |   |                             |                             |                             |  |  |                       |                       |                       |  |  |                    |                    |                    |
|  | Palmeiras                 | 2                         | 1                         | Palmeiras   | 0 | 1                           |                             |                             |  |  |                       |                       |                       |  |  |                    |                    |                    |
|  |                           |                           |                           |             | 0 | 1                           |                             |                             |  |  |                       |                       |                       |  |  |                    |                    |                    |
|  |                           | Cruzeiro                  | 1                         | 1           |   |                             |                             |                             |  |  |                       |                       |                       |  |  |                    |                    |                    |
|  | Santos F.C.               | Cruzeiro                  | 1                         | 1           | 5 | 1                           |                             |                             |  |  |                       |                       |                       |  |  |                    |                    |                    |
|  | Santos F.C.               |                           |                           |             | 5 | 1                           |                             |                             |  |  |                       |                       |                       |  |  |                    |                    |                    |
|  | Luverdense                | 1                         | 2                         |             |   |                             |                             |                             |  |  |                       |                       |                       |  |  |                    |                    |                    |
|  | Luverdense                | 1                         | 2                         | Santos      | 0 | 2 (0)                       |                             |                             |  |  |                       |                       |                       |  |  |                    |                    |                    |
|  |                           |                           |                           |             | 0 | 2 (0)                       |                             |                             |  |  |                       |                       |                       |  |  |                    |                    |                    |
|  |                           | Cruzeiro                  | 1                         | 1 (3)       |   |                             |                             |                             |  |  |                       |                       |                       |  |  |                    |                    |                    |
|  | Atlético Paranaense       | Cruzeiro                  | 1                         | 1 (3)       | 1 | 1                           |                             |                             |  |  |                       |                       |                       |  |  |                    |                    |                    |
|  | Atlético Paranaense       |                           |                           |             | 1 | 1                           |                             |                             |  |  |                       |                       |                       |  |  |                    |                    |                    |
|  | Cruzeiro                  | 2                         | 1                         |             |   |                             |                             |                             |  |  |                       |                       |                       |  |  |                    |                    |                    |

### Octavos de final
- Partidos del 25 de abril al 23 de mayo.
- Equipos listados en la primera columna poseen la localía en el partido de ida. En negrita los clubes clasificados.
| Equipo local ida    | Global           | Equipo visitante ida | Ida   | Vuelta |
| ------------------- | ---------------- | -------------------- | ----- | ------ |
| Atlético Mineiro    | 0 - 0 (3-4 pen.) | Chapecoense          | 0 - 0 | 0 - 0  |
| Atlético Paranaense | 2 - 3            | Cruzeiro             | 1 - 2 | 1 - 1  |
| Bahia               | 3 - 2            | Vasco da Gama        | 3 - 0 | 0 - 2  |
| Goiás               | 1 - 5            | Grêmio               | 0 - 2 | 1 - 3  |
| Vitória             | 1 - 3            | Corinthians          | 0 - 0 | 1 - 3  |
| América Mineiro     | 2 - 3            | Palmeiras            | 1 - 2 | 1 - 1  |
| Ponte Preta         | 0 - 1            | Flamengo             | 0 - 1 | 0 - 0  |
| Santos              | 6 - 3            | Luverdense           | 5 - 1 | 1 - 2  |

### Cuartos de final
- Partidos del 1 al 29 de agosto.
- Equipos listados en la primera columna poseen la localia en el partido de ida. En negrita los clubes clasificados.
| Equipo local ida | Global           | Equipo visitante ida | Ida   | Vuelta |
| ---------------- | ---------------- | -------------------- | ----- | ------ |
| Corinthians      | 2 - 0            | Chapecoense          | 1 - 0 | 1 - 0  |
| Grêmio           | 1 - 2            | Flamengo             | 1 - 1 | 0 - 1  |
| Bahia            | 0 - 1            | Palmeiras            | 0 - 0 | 0 - 1  |
| Santos           | 2 - 2 (0-3 pen.) | Cruzeiro             | 0 - 1 | 2 - 1  |

### Semifinales
- Equipos listados en la primera columna poseen la localia en el partido de ida. En negrita los clubes clasificados.
| Equipo local ida | Global | Equipo visitante ida | Ida   | Vuelta |
| ---------------- | ------ | -------------------- | ----- | ------ |
| Flamengo         | 1 - 2  | Corinthians          | 0 - 0 | 1 - 2  |
| Palmeiras        | 1 - 2  | Cruzeiro             | 0 - 1 | 1 - 1  |

| 12 de septiembre de 2018 | Flamengo | 0:0     | Corinthians | Estadio Maracanã, Río de Janeiro                                     |                                                                      |
|                          |          | Reporte |             | Asistencia: 53,303 espectadores Árbitro(s): Braulio da Silva Machado | Asistencia: 53,303 espectadores Árbitro(s): Braulio da Silva Machado |

| 26 de septiembre de 2018 | Corinthians                      | 2:1 (1:1) | Flamengo            | Arena Corinthians, São Paulo                                |                                                             |
|                          | Danilo Avelar 14' · Pedrinho 69' | Reporte   | Henrique 18' (a.g.) | Asistencia: 44,606 espectadores Árbitro(s): Ricardo Marques | Asistencia: 44,606 espectadores Árbitro(s): Ricardo Marques |

| 12 de septiembre de 2018 | Palmeiras | 0:1 (0:1) | Cruzeiro         | Allianz Parque, São Paulo                                |                                                          |
|                          |           | Reporte   | Hernán Barcos 5' | Asistencia: 32,960 espectadores Árbitro(s): Wagner Reway | Asistencia: 32,960 espectadores Árbitro(s): Wagner Reway |

| 26 de septiembre de 2018 | Cruzeiro          | 1:1 (1:0) | Palmeiras       | Estadio Mineirão, Belo Horizonte                                           |                                                                            |
|                          | Hernán Barcos 26' | Reporte   | Felipe Melo 49' | Asistencia: 37,959 espectadores Árbitro(s): Wagner do Nascimento Magalhães | Asistencia: 37,959 espectadores Árbitro(s): Wagner do Nascimento Magalhães |

### Final
- Equipo listado en la primera columna posee la localia en el partido de ida.
| Equipo local ida | Global | Equipo visitante ida | Ida   | Vuelta |
| ---------------- | ------ | -------------------- | ----- | ------ |
| Cruzeiro         | 3 - 1  | Corinthians          | 1 - 0 | 2 - 1  |

| 10 de octubre de 2018 | Cruzeiro         | 1:0 (1:0)                       | Corinthians | Estadio Mineirão, Belo Horizonte                             |                                                              |
|                       | Thiago Neves 45' | Globo Reporte Soccerway Reporte |             | Asistencia: 53,368 espectadores Árbitro(s): Anderson Daronco | Asistencia: 53,368 espectadores Árbitro(s): Anderson Daronco |

| 17 de octubre de 2018 | Corinthians       | 1:2 (0:1)                       | Cruzeiro                        | Arena Corinthians, São Paulo                                               |                                                                            |
|                       | Jadson 54' (pen.) | Globo Reporte Soccerway Reporte | Robinho 27' · De Arrascaeta 81' | Asistencia: 46,571 espectadores Árbitro(s): Wagner do Nascimento Magalhães | Asistencia: 46,571 espectadores Árbitro(s): Wagner do Nascimento Magalhães |

|                                    |
| Bandera del estado de Minas Gerais |
| Campeón Cruzeiro 6.º título        |

## Goleadores
Atualizado el 20 de abril de 2018.
| Goles | Jugador          | Club                |
| ----- | ---------------- | ------------------- |
| 4     | Gabriel          | Santos              |
| 4     | Neilton          | Vitória             |
| 4     | Rômulo           | Avaí                |
| 3     | Denílson         | Vitória             |
| 3     | Guilherme        | Atlético Paranaense |
| 3     | Mazinho          | Ferroviário-CE      |
| 3     | Ricardo Oliveira | Atlético Mineiro    |
| 3     | Rómulo Otero     | Atlético Mineiro    |
| 3     | Valdivia         | São Paulo           |
| 3     | Weverton         | Cuiabá              |